# Mermoz (film)
Pour les articles homonymes, voir Mermoz.
Pour plus de détails, voir Fiche technique et Distribution.
Mermoz est un film français réalisé par Louis Cuny, sorti en 1943.

## Synopsis
Le film relate la vie de Jean Mermoz, célèbre aviateur français de l'entre-deux-guerres, mort dans l'océan Atlantique au large de Dakar

## Fiche technique
- Titre original : Mermoz
- Réalisation : Louis Cuny
- Scénario : Henry Dupuy-Mazuel
- Adaptation : Louis Cuny et Henry Dupuy-Mazuel
- Dialogues : Marcelle Maurette
- Décors : Raymond Gabutti
- Photographie : Jean Lehérissey
- Son : Jacques Lebreton, Paul Duvergé
- Montage : Madeleine Reculard et Marcelle Saysset
- Musique : Arthur Honegger
- Production : André Tranché
- Société de production : Les Productions françaises cinématographiques
- Pays d'origine :  France
- Langue originale : français
- Format : 35 mm — noir et blanc — 1,37:1 — son monophonique
- Genre : film biographique
- Durée : 100 minutes
- Date de sortie : France, 3 novembre 1943
- (fr) Classification CNC : tous publics (visa d'exploitation no 260 délivré le 3 novembre 1943)
- Affiche : Bernard Lancy (France)

## Distribution
- Robert Hugues-Lambert : Jean Mermoz
- Henri Vidal : silhouette de Jean Mermoz (doublure)
- Héléna Manson : Mme Mermoz
- Jean Marchat : l'intellectuel
- Lucien Nat : Julien Pranville
- Camille Bert : Bouilloux-Laffont
- Henri Vilbert : le mécanicien de Fort-Lamy
- André Nicolle : Didier Daurat
- René Blancard
- Jean Gobet
- André Marnay
- Martial Rèbe
- Robert Le Béal
- Max Fontal : Collenot
- Paul Gobert
- Jean Boissemond
- Jacques Carrique
- Georges-François Frontec
- Jean Latour
- Henri Vérité

## Autour du film
- Mermoz est souvent qualifié de film vichyste : « Mermoz est l'un des rares films de la période où soit réuni un ensemble de signes fascisants : le pilote de l’aéronautique, en particulier, est un héros solitaire, engagé dans  une œuvre d’utilité collective au prix d’une lutte contre la bureaucratie et les forces d’argent qui lèsent les intérêts de l’individu comme de la nation entière »[1].
- C'est le seul film de l'acteur Robert Hugues-Lambert, choisi pour sa ressemblance physique avec Jean Mermoz : mais le 3 mars 1943, peu avant la fin du tournage, il est arrêté par les Allemands, déporté au camp de Royallieu près de Compiègne dans l'Oise, puis six mois plus tard à Buchenwald en Allemagne, ensuite à Flossenbürg en Bavière et enfin à Gross-Rosen en Basse-Silésie, maintenant Rogoźnica (Pologne), où il meurt le 7 mars 1945 à près de 37 ans. Son arrestation serait due à sa relation homosexuelle avec un officier allemand, sur laquelle enquêtait le Sicherheitsdienst[2] (SD). L'acteur Henri Vidal (alors âgé de 23 ans) remplace, au pied levé, Robert-Hugues Lambert pour terminer le tournage. Mais en raison de la différence des voix, avec son accord et avec la complicité d'un gardien du camp de Royallieu où Hugues-Lambert se trouve encore, la voix d'Hugues-Lambert est enregistrée grâce à une perche-microphone tendue au-dessus du mur de l'enceinte du camp (le camp de Drancy est cité à tort dans plusieurs sources, dont le film de Bluwal mentionné ci-dessous), si bien que Vidal ne lui prête que sa silhouette pour les plans manquants du film[3],[4].
- Le tournage de ce film, Mermoz, constitue la trame du scénario du Plus Beau Pays du monde, film réalisé en 1999 par Marcel Bluwal et dans lequel l'acteur belge Jean-Claude Adelin incarne le personnage d'Hugues-Lambert[3],[4],[5].
- Le film, une fois achevé, fait l'objet d'une projection privée à Vichy. Y assistent, entre autres, Pétain lui-même, la mère de Mermoz, ainsi que le sculpteur François Cogné. Trois jours plus tard, une seconde projection a lieu à Paris, à l'opéra Garnier, dans le cadre d'une soirée de gala, au bénéfice de la Croix-Rouge. Un ministre de Vichy est présent, Max Bonnafous, ministre de l'Agriculture et du Ravitaillement, et le Tout-Paris de l'Occupation s'y précipite, et l'absence de l'acteur principal n'y est pas évoquée[3].